# 舷窗行動

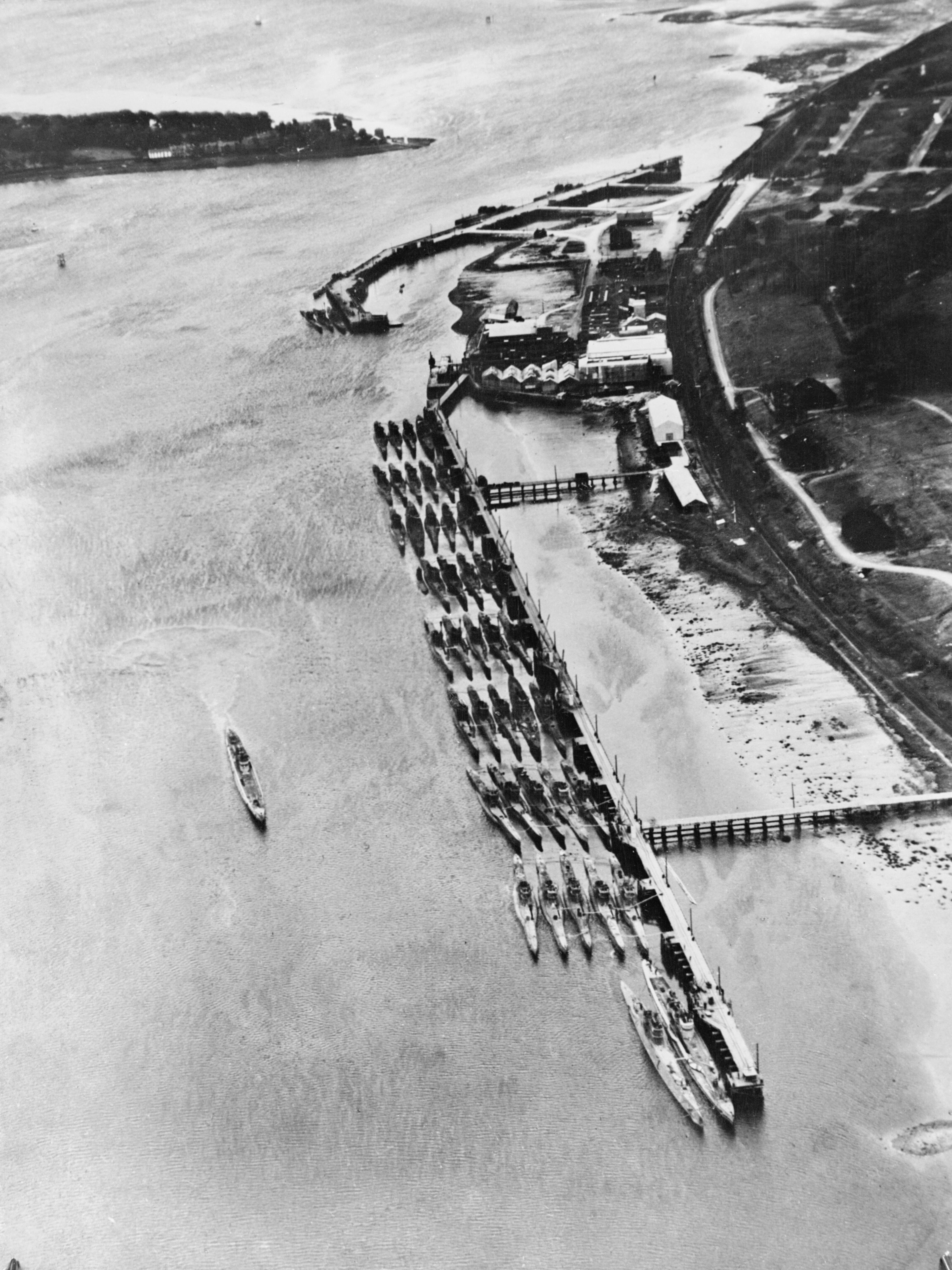
1945年6月，42艘投降的德國潛艇集結於北愛爾蘭的里沙勒里。

舷窗行動（英語：Operation Deadlight）是英國皇家海軍於第二次世界大戰末期將向同盟國投降的德國海軍潛艇鑿沉的作戰代號，在156艘投降潛艇中有116艘被自沉。行動主要由皇家海軍執行，將德軍潛艇拖航至愛爾蘭西北部代號為XX、YY和ZZ的三個地區，於1945年11月17日和1946年2月11日期間陸續弄沉，包括使用炸彈或艦砲擊沉。

## 資料來源
1. ↑  Waller, Derek. . German U-boats of WWII - uboat.net.   [7 November 2010]. （原始内容存档于2010-11-12）.
2. 1 2  Paterson, Lawrence. . Pen & Sword books. 2009: 161–163. ISBN 978-1-84832-037-6.
3. ↑  Paterson, Lawrence. . Pen & Sword books. 2009: 174. ISBN 978-1-84832-037-6.